# Птаха (огласовка)
◌ܰ, ◌ܱ, ◌ܲ (ܦܬ݂ܵܚܵܐ, птаха) — огласовка в сирийском письме.

## Использование
В восточносирийском (несторианском) письме выглядит как две точки, одна над буквой и одна под буквой (◌ܲ) и обозначает [a]. В западносирийском (яковитском) письме выглядит как треугольник над (◌ܰ) или под буквой (◌ܱ) и также обозначает [a]; происходит от заглавной греческой буквы альфа (Α). 
В романизации ALA-LC передаётся как a; в романизации BGN/PCGN восточносирийская зкапа (◌ܵ) передаётся как a, а передача западносирийских вариантов не регламентируется.

## Кодировка
Западносирийская птаха сверху, западносирийская птаха снизу и восточносирийская птаха были добавлены в стандарт Юникод в версии 3.0 в блок «Сирийское письмо» (англ. Syriac) под шестнадцатеричными кодами U+0730, U+0731, U+0732 соответственно.